# Liste der Mitglieder der Deutschen Akademie der Naturforscher Leopoldina/1877
Die Liste der Mitglieder der Deutschen Akademie der Naturforscher Leopoldina für 1877 enthält alle Personen, die im Jahr 1877 zum Mitglied ernannt wurden. Insgesamt gab es 11 neu gewählte Mitglieder.

## Neu gewählte Mitglieder
| Nr.  | Name                                    | Geboren       | Aufnahme | Gestorben     | Fachsektion                                                    | Bild                            |
| ---- | --------------------------------------- | ------------- | -------- | ------------- | -------------------------------------------------------------- | ------------------------------- |
| 2176 | Josef Bernard Jack                      | 22. März 1818 | 2. Jan.  | 14. Aug. 1901 | Botanik                                                        |                                 |
| 2177 | Adam Wilh. Siegmund Günther             | 6. Feb. 1848  | 20. Jan. | 4. Feb. 1923  | Mathematik und Astronomie                                      | Adam Wilh. Siegmund Günther     |
| 2178 | Henry Fletcher Hance                    | 4. Aug. 1827  | 5. Feb.  | 22. Juni 1886 | Botanik                                                        | Henry Fletcher Hance            |
| 2179 | Richard Greeff                          | 14. März 1829 | 5. Feb.  | 30. Aug. 1892 | Zoologie und Anatomie                                          | Richard Greeff                  |
| 2180 | Hinrich Nitsche                         | 14. Feb. 1845 | 7. Feb.  | 8. Nov. 1902  | Zoologie und Anatomie                                          | Hinrich Nitsche                 |
| 2181 | Paul Friedrich August Ascherson         | 4. Juni 1834  | 2. Mai   | 6. März 1913  | Botanik Anthropologie, Ethnologie und Geographie               | Paul Friedrich August Ascherson |
| 2182 | Moritz Benedict Cantor                  | 23. Aug. 1829 | 18. Dez. | 9. Apr. 1920  | Mathematik und Astronomie                                      | Moritz Benedict Cantor          |
| 2183 | Adolph Bernhard Meyer                   | 11. Okt. 1840 | 20. Dez. | 5. Feb. 1911  | Zoologie und Anatomie Anthropologie, Ethnologie und Geographie | Adolph Bernhard Meyer           |
| 2184 | Julius Wilhelm Albert Wigand            | 21. Apr. 1821 | 26. Dez. | 22. Okt. 1886 | Botanik                                                        | Albert Wigand                   |
| 2185 | Karl Wilhelm Georg Freiherr von Fritsch | 11. Nov. 1838 | 31. Dez. | 9. Jan. 1906  | Mineralogie und Geologie                                       |                                 |
| 2186 | Franz Martin Hilgendorf                 | 5. Dez. 1839  | 31. Dez. | 5. Juli 1904  | Zoologie und Anatomie Anthropologie, Ethnologie und Geographie | Franz Martin Hilgendorf         |